# Kroktjärnarna (Undersåkers socken, Jämtland, 699897-134894)
Kroktjärnarna är en sjö i Åre kommun i Jämtland och ingår i Indalsälvens huvudavrinningsområde. Sjön har en area på 0,118 kvadratkilometer och ligger 836,3 meter över havet. Kroktjärnarna ligger i Vålådalen Natura 2000-område. Sjön avvattnas av vattendraget Kroktjärnbäcken.

## Delavrinningsområde
Kroktjärnarna ingår i det delavrinningsområde (699812-134764) som SMHI kallar för Inloppet i Kroktjärnarna. Medelhöjden är 953 meter över havet och ytan är 7,06 kvadratkilometer. Det finns inga avrinningsområden uppströms utan avrinningsområdet är högsta punkten. Kroktjärnbäcken som avvattnar avrinningsområdet har biflödesordning 3, vilket innebär att vattnet flödar genom totalt 3 vattendrag innan det når havet efter 343 kilometer. Avrinningsområdet består mestadels av skog (16 procent) och kalfjäll (82 procent). Avrinningsområdet har 0,12 kvadratkilometer vattenytor vilket ger det en sjöprocent på 1,6 procent.